# Kanton Saint-Lizier
Saint-Lizier is een voormalig kanton van het Franse departement Ariège. Het kanton maakte deel uit van het arrondissement Saint-Girons.

## Opheffing
Het kanton werd bij toepassing van het decreet van 18 februari 2014 op 22 maart 2015 opgeheven en met het kanton Sainte-Croix-Volvestre samengevoegd tot het kanton Portes du Couserans.

## Gemeenten
Het kanton Saint-Lizier omvatte de volgende gemeenten:
- La Bastide-du-Salat
- Betchat
- Caumont
- Cazavet
- Gajan
- Lacave
- Lorp-Sentaraille
- Mauvezin-de-Prat
- Mercenac
- Montesquieu-Avantès
- Montgauch
- Montjoie-en-Couserans
- Prat-Bonrepaux
- Saint-Lizier (hoofdplaats)
- Taurignan-Castet
- Taurignan-Vieux